# Feux
Feux település Franciaországban, Cher megyében. Lakosainak száma 323 fő (2022. január 1.). Feux Gardefort, Groises, Herry, Jalognes, Lugny-Champagne, Saint-Bouize, Sancergues és Vinon községekkel határos.

## Népesség
A település népessége az elmúlt években az alábbi módon változott:
| Lakosok száma | 394  | 375  | 393  | 344  | 339  | 338  | 343  | 337  | 334  | 323  |
|               | 1968 | 1982 | 1990 | 2006 | 2013 | 2015 | 2017 | 2019 | 2020 | 2022 |